# Splash Damage
Splash Damage（SD）是一家位于英国伦敦的电脑游戏开发公司。这家公司主要开发网络游戏和第一人称射击游戏。
SD公司创立于2001年6月，当时他们为著名雷神之锤III制作了一种崭新的游戏模式“Quake3 Fortress”。在完成了一些其他公司的合同之后，SD和Id Software以及Activision合作完成了重返德軍總部：深入敵後。这款游戏获得了诸多游戏届的大奖，至今还是在线第一人称射击游戏中最受欢迎的之一。
SD还制作了毁灭战士III的多人游戏模式，并且完成了毁灭战士III引擎改进开发的深入敌后:雷神战争。
近年作品是由英國倫敦為背景，由Nexon代理的第一人稱射擊遊戲“核彈風雲”DirtyBomb，另由“DE_Dust”原作開發新的重生點系統echo。
最新的作品，是由xbox遊戲工作室發行，與The Coalition一同製作的戰爭機器：戰術小隊，為回合制策略類型遊戲，登陸Windows、
Xbox One、Xbox Series X/S三個平台。